# ذيلانية مكتملة

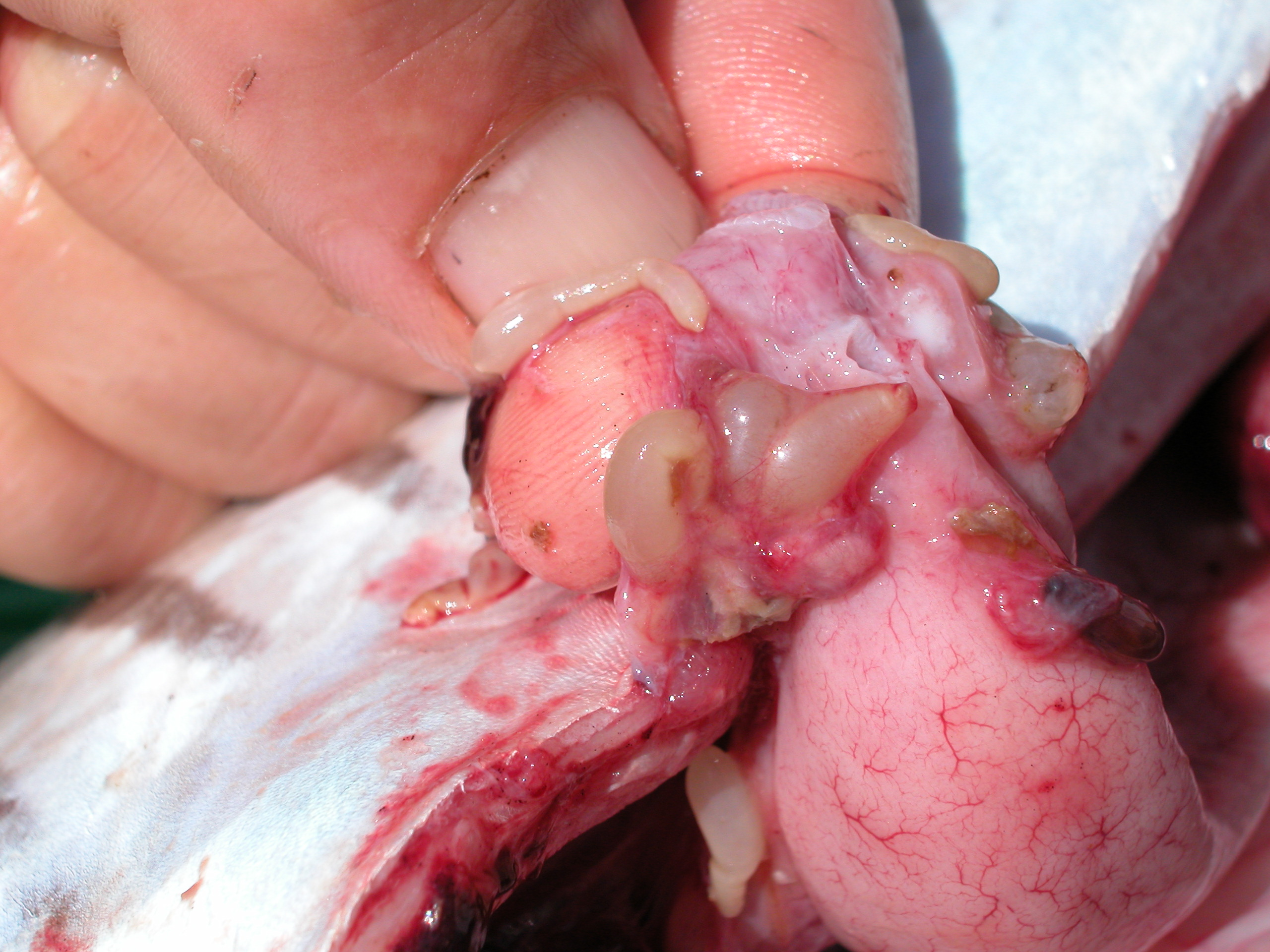
الذيلانية المكتملة في تجويف جسم سمكة الكنعد

الذيلانية المكتملة (بالإنجليزية: Plerocercoid)‏ هو مُصطلح يُشير إلى آخر شَكل يرقي يُوجد في المضيف المتوسط الثاني لعدد مِن الديدان الشريطية ذات دورات الحياة المائية.